# The Roundup
Pour les articles homonymes, voir Roundup (homonymie).
Série The Roundup
The Outlaws
(2017) The Roundup: No Way Out
(2023)
Pour plus de détails, voir Fiche technique et Distribution.
The Roundup (hangeul : 범죄도시2 ; hanja : 犯罪都市2 ; RR : Beomjoedosi 2 ; litt. « La Ville du crime 2 ») est un film sud-coréen réalisé par Lee Sang-yong, sorti en 2022.
Il s'agit de la suite de The Outlaws (2017), second volet de la série de films Beomjoedosi (en). Il est sorti en salles le 18 mai 2022 au format IMAX,. Se déroulant quatre ans après le précédent film, il montre l'inspecteur Ma Seok-do se rendre au Viêt Nam pour procéder à l'extradition d'un suspect, mais est confronté à d'horribles meurtres de touristes coréens commis par un tueur vicieux nommé Kang Hae-seong.
Le film fait 467 525 entrées lors de son premier jour d'exploitation, soit la meilleure performance d'un film coréen sur les 882 derniers jours. Il devient le premier film, en Corée du Sud, à atteindre les 10 millions d'entrées en 2022 dès son 25e jour (le 4e avec Ma Dong-seok dans le rôle principal à atteindre ce niveau), et le 20e film coréen de l'histoire. Après sa sortie dans cinq pays, le film se classe à la 5e place du box-office mondial à la date du 12 juin.
The Roundup devient le plus grand succès sud-coréen depuis le début de la pandémie de Covid-19,. Il est le plus grand succès de l'année au box-office coréen de 2022 avec 12,59 millions d'entrées, et est le 3e film coréen avec les recettes les plus élevées et le 9e pour le nombre d'entrées selon le Conseil du film coréen.

## Synopsis
Quatre ans après l'opération à Garibong-dong, l'inspecteur Ma Seok-do (Ma Dong-seok) et le capitaine Jeon Il-man (Choi Gwi-hwa) se rendent à Hô Chi Minh-Ville au Viêt Nam pour procéder à l'extradition du suspect Yoo Jong-hoon. Après leur arrivée, ils rencontrent des Coréens vivant dans le pays et interrogent Jong-hoon qui révèle s'être rendu aux autorités car Lee Jong-doo a tenté de le tuer. Ma et Il-man partent alors pour la planque de Jong-doo et le découvrent mort. Ils découvrent l'existence de Kang Hae-seong (Son Seok-koo (en)), un tueur psychopathe ayant enlevé et tué des Coréens et plusieurs touristes pour de l'argent.
L'une de ces victimes de Kang est un jeune riche Coréen nommé Choi Yong-gi. Ma, Il-man et Park Chang-soo (l'officier résident du consulat) creusent dans son jardin et trouvent le corps de Choi, mais la police locale les obligent à arrêter leur enquête. Malgré cela, Ma et Il-man continuent et débarquent dans un tripot pour interroger un truand coréen nommé Raku et apprennent que le père de Choi, Choi Choon-baek, un magnat des affaires, a envoyé des mercenaires pour tuer Kang. Plus tard, celui-ci arrive sur place et tuent tous les tueurs à gages, qui avouent avant avoir été engagé par Choon-baek. Ma arrive et neutralise Kang, mais ce dernier réussit à s'échapper.
Ma et Il-man sont renvoyés en Corée où ils apprennent que Kang est revenu clandestinement dans le pays pour trouver Choon-baek. Le duo de policiers interroge Jang I-soo (Park Ji-hwan (en)), qui est vivant et dirige maintenant une entreprise d'exportation, et apprend l'existence d'un navire de contrebande récemment arrivé. Ils vérifient les images de vidéosurveillance du port de Gongping qui leur confirment l'arrivée de Kang en Corée. Choon-baek promet une somme considérable à ses hommes pour capturer Kang vivant. Après avoir appris que l'enquête sur Kang est passée aux Affaires étrangères, Ma et Il-man convainquent leurs supérieurs et reçoivent un délai d'une semaine pour l'attraper.
Pendant ce temps, Kang débarque discrètement aux funérailles de Choi et réussit à enlever Choon-baek après avoir tué son garde du corps. Il contacte ensuite la femme de Choon-baek, Kim In-sook (Park Ji-young), et demande une rançon. Elle demande alors l'aide de Ma et de son équipe et coopère avec eux. Ma s'allie avec Jang I-soo, qui, avec In-sook déguisée en chauffeur, se rend à l'endroit prévue pour la transaction. Le coéquipier de Ma, Dong-gyeon, trouve la planque de Kang et porte secours à Choon-baek, mais est poignardé par Kang qui s'échappe avant l'arrivée de la police.
Sur le parking d'un complexe commercial, Jang I-soo s'échappe avec l'argent, laissant In-sook sur place tandis que Ma et ses coéquipiers neutralisent les deux associés de Kang. Le plan d'extorsion ayant mal tourné, Kang décide de quitter la Corée avec l'argent que Jang I-soo a pris. Il suit un certain « Capitaine Œil » et apprend que Jang I-soo envisage de s'échapper en Chine. Kang affronte Jang I-soo, qui s'échappe en laissant l'argent derrière lui. Ensuite, Kang monte dans un bus pour quitter la Corée. Dénoncer par Jang I-soo, Ma arrête le bus et affronte Kang à l'intérieur jusqu'à réussirent à l'arrêter.

## Fiche technique
Sauf indication contraire ou complémentaire, les informations mentionnées dans cette section peuvent être confirmées par la base de données KMDb
- Titre original : 범죄도시2
- Titre international et français : The Roundup
- Réalisation : Lee Sang-yong
- Scénario : Kim Min-seong
- Musique : Kim Tae-seong
- Direction artistique : Bang Gil-seong
- Costumes : Nam Ji-soo
- Photographie : Joo Seong-rim
- Montage : Kim Seon-min
- Production : Ma Dong-seok, Kim Hong-baek et Jang Won-seok
- Société de production : Hong film, B.A. Entertainment et Big Punch Pictures
- Société de distribution : ABO Entertainment et Megabox (en)
- Pays de production :  Corée du Sud
- Langue originale : coréen
- Format : couleur
- Genres : action, policier
- Durée : 106 minutes
- Dates de sortie :
  - Corée du Sud : 18 mai 2022
  - France : 9 décembre 2022 (DVD)[10]

## Distribution
- Ma Dong-seok : Ma Seok-do[11], inspecteur chef adjoint de l'unité criminelle de Geumcheon
- Son Seok-koo (en) : Kang Hae-seong[12], un criminel psychopathe ayant enlevé et assassiné des Coréens au Viêt Nam
- Choi Gwi-hwa : Jeon Il-man[13], le chef de l'unité criminelle de Geumcheon
- Park Ji-hwan (en) : Jang I-soo, un guide touristique et ancien gangster
- Heo Dong-won : Oh Dong-gyeon, l'inspecteur principal de l'unité criminelle de Geumcheon.
- Ha Jeon (en) : Kang Hong-seok, membre de l'unité criminelle de Geumcheon
- Jeong Jae-kwang (en) : Kim Sang-hoon, le plus jeune membre de l'unité criminelle de Geumcheon
- Nam Moon-cheol : Choi Choon-baek[14], le père de Choi Yong-gi et un magnat des affaires
- Park Ji-young : Kim In-sook[14], mère de Choi Yong-gi et femme de Choi Choon-baek
- Lee Joo-won : Park Young-sa[14], le consulat-général de Corée du Sud à Hô Chi Minh-Ville
- Eum Moon-seok (en) : Jang Ki-cheol[14], homme de main de Kang Hae-sang et frère de Jang Soon-cheol
- Kim Chan-hyeong : Jang Soon-cheol[14], homme de main de Kang Hae-sang et frère de Jang Ki-cheol
- Lee Kyoo-won : Doo-ik, homme de main de Kang Hae-sang
- Cha Woo-jin : Choi Yong-gi[14],[15], fils de Choi Choon-baek qui est enlevé et assassiné par Kang Hae-seong.
- Jeon Jin-oh : Yoo Jong-hoon[14], un criminel emprisonné au Viêt Nam.
- Jeong In-gi (en) : le chef du commissariat de Geumcheon.

## Production
Le tournage devait avoir lieu au Viêt Nam, en mars 2020, mais, en raison de la pandémie de Covid-19, le calendrier dans le pays est reporté et les scènes en Corée sont tournées en premier. Plus tard, il est décidé de compléter la post-production en Corée du Sud, en mobilisant des plateaux, des décors et des infographistes locaux. Le tournage se termine en juin 2021. Le coût de production net du film est d'environ 10,5 milliards de wons[réf. nécessaire]. En comprenant les coûts de marketing et de promotion, le coût total de production est d'environ 13 milliards de wons[réf. nécessaire].

## Accueil

### Sorties
The Roundup est pré-vendu dans 132 pays à travers le monde avant sa sortie en Corée du Sud. Une sortie simultanée devait avoir lieu avec l'Amérique du Nord, Taïwan, la Mongolie, Hong Kong, Singapour et les Philippines. Il sort le 18 mai 2022 en Corée du Sud sur 2 521 écrans. Il sort aux Philippines le 22 juin 2022, distribué par Raon Company Plus.
Le film est interdit de diffusion au Viêt Nam par les autorités de censure au motif qu'« il y a trop de scènes violentes » » tandis que certains émettent l'hypothèse que cela pourrait être à cause de la représentation négative de Hô Chi Minh-Ville dans le film,.

### Box-office
The Roundup enregistre 467 525 entrées pour son premier jour d'exploitation, ce qui est le record pour un premier jour d'un film sorti en Corée du Sud depuis les 882 derniers jours et Destruction finale. C'est également le meilleur premier jour d'un film coréen de l'année 2022 de loin et de l'ère post-pandémie. Le film atteint le million d'entrées en deux jours, puis 1,5 million le 3e jour, 2 millions le 4e, ce qui en fait le film le plus rapide à atteindre ce stade depuis Deliver Us from Evil (2020), qui avait réalisé cet exploit lors de son premier week-end. Il passe les 3 millions, le 5e jour, ce qui en fait le film le plus rapide depuis Parasite (2019). Il franchit ensuite les 5 millions d'entrées, le 10e jour, ce qui est encore une fois le record de rapidité au cours des 882 derniers jours depuis Destruction finale, qui a également atteint les 5 millions, le 10e jour. Poursuivant son succès, il atteint les 10 millions d'entrées, le 25e jour, devenant ainsi le premier film de l'année 2022 et le premier film sud-coréen depuis Parasite à atteindre ce palier. Il atteint les 11 millions d'entrées, le 31e jour, puis dépasse le record de Dernier train pour Busan (2016) et ses 11 565 479 lors de son 35e jour. Il crée un autre record en dépassant les 12 millions d'entrées en 40 jours et est classé 9e dans la liste des plus grands succès sud-coréens.
Au 10 juillet 2022, c'est le `plus grand succès de l'année 2022 en Corée du Sud, avec des recettes de 100 064 909 dollars et 12 592 880 entrées,, et, selon Box Office Mojo, il se classe 21e au box-office mondiale de 2022.

### Critiques
Sur Rotten Tomatoes, il obtient la note positive de 94 % d'après 16 avis, avec une moyenne de 7.9⁄10.
James Marsh du South China Morning Post lui attribue 4⁄5 et salue la prestation de Ma Dong-seok comme celle d'un « homme de premier plan vraiment unique et tout à fait captivant ». Baek Geon-woo dans sa critique pour OhmyNews salue la prestation de Ma Dong-seok et décrit son personnage comme la « version coréenne du super-héros montré en Occident ». Kim Ye-eun de Xports News apprécie la réalisation des scènes d'action menées par le personnage principal Ma Seok-do et le méchant Kang Hae-seong. Whang Yee-ling de The Straits Times donne la note de 3⁄5 au film et écrit : « Lee et ses coéquipiers partagent une camaraderie burlesque, et leur enquête maintient une énergie exubérante jusqu'à son apogée dans une poursuite en voiture prolongée et passionnante ». Dennis Harvey de Variety apprécie la réalisation de Lee Sang-yong et salue les éléments comiques du film, déclarant que « le film se débrouille avec une facilité trompeuse, maximisant à la fois l'humour et les dommages extrêmes ».

### Controverse
Plusieurs organisations des droits des personnes handicapées reprochent au film d'alimenter les préjugés en présentant un personnage handicapé mental comme un danger pour le public : une scène au début du film où un homme évadé d'un hôpital psychiatrique menace la police et la foule avec un couteau alors qu'il retient deux femmes en otage dans un supermarché. Le 7 juillet 2022, un groupe de sept organisations, dont l'Association coréenne pour les troubles mentaux et l'Institut de recherche sur les droits des personnes handicapées en Corée, organise une conférence de presse devant le bâtiment de la Commission nationale des droits de l'homme de Corée (en) à Séoul, appelant à autorités à interdire les projections du film. Répondant à la controverse, l'équipe de production déclare qu'elle n'avait aucune intention de diffuser ce genre de message,.

## Distinctions

### Récompenses
- Blue Dragon Film Awards 2022[41] :
  - Prix du choix du public pour le film le plus populaire
  - Prix technique pour Heoh Myeong-haeng et Yoon Seong-min

- Chunsa Film Art Awards 2022[42],[43] :
  - Prix du choix du public pour le film le plus populaire
  - Meilleur acteur dans un second rôle pour Park Ji-hwan
  - Meilleur nouveau réalisateur pour Lee Sang-yong

- Grand Bell Awards 2022[44] :
  - Meilleure photographie pour Joo Seong-rim
  - Meilleur montage pour Kim Seon-min
  - Prix du choix du public pour Park Ji-hwan

- Korean Association of Film Critics Awards 2022 : meilleur nouvel acteur pour Son Seok-koo[45]
- Korean Film Producers Association Award 2022 : meilleur acteur pour Ma Dong-seok[46]
- Festival international du film fantastique de Catalogne 2022 : prix Focus Asia du choix du public[47]
- Women in Film Korea Festival 2022 : meilleure technologie pour Kim Seon-min[48]

### Nominations
- Blue Dragon Film Awards 2022[49]
  - Meilleur montage pour Kim Seon-min
  - Meilleur réalisateur débutant pour Lee Sang-yong
  - Meilleur acteur dans un second rôle pour Park Ji-hwan (en)

- Buil Film Awards 2022[50] :
  - Meilleur nouvel acteur pour Son Seok-koo (en)
  - Meilleur acteur dans un second rôle pour Park Ji-hwan

- Chunsa Film Art Awards 2022[42],[43] : meilleur acteur dans un second rôle pour Son Seok-koo

- Grand Bell Awards 2022[51] :
  - Meilleur nouveau réalisateur pour Lee Sang-yong
  - Meilleur acteur dans un second rôle pour Park Ji-hwan et Son Seok-koo

## Suite
Une suite intitulée The Roundup : No Way Out, réalisée par Lee Sang-yong et produite par Big Punch Pictures, Hong film et B.A. Entertainment, avec à l'affiche Ma Dong-seok, Lee Joon-hyeok (en), Munetaka Aoki (en), Lee Beom-soo, Kim Min-jae (en), Jeon Seok-ho et Ko Kyoo-pil (en), commence à être tournée le 20 juillet 2022. L'intrigue suit l'inspecteur Ma Seok-do, qui quitte le poste de police de Geumcheon pour rejoindre l'équipe d'enquête métropolitaine visant à éradiquer des yakuzas japonais qui traversent la Corée du Sud et causent des crimes odieux. Elle est prévue pour 2023.